# Mikael Backlund
Mikael Backlund (Västerås, 17 marzo 1989) è un hockeista su ghiaccio svedese.

## Palmarès

### Mondiali
- 4 medaglie:
  - 1 oro (Danimarca 2018)
  - 1 argento (Slovacchia 2011)
  - 2 bronzi (Germania 2010; Bielorussia 2014)